# Thaisz Elek
Thaisz Elek (Pest, 1820. április 30. – Velden, Ausztria, 1892. augusztus 13.) rendőrtiszt, 1861-től Pest, 1873-tól 1885-ig az egyesített Budapest rendőrfőkapitánya. Thaisz András (1789–1840) lapszerkesztő, jogász fia.

## Életútja
Fiatalon részt vett az 1848–1849-es szabadságharcban, amiért a világosi fegyverletételt követően elítélték. Az 1850-es években, a Bach-korszakban az osztrák titkosrendőrség ügynökeként, informátoraként kereste kenyerét. 1861 áprilisában nevezték ki Pest város rendőrfőkapitányává, majd Budapest létrejöttét követően, 1873-tól 1885-ig továbbra is ő irányította az immár egyesített főváros rendvédelmi feladatait. 1873-tól 1885-ig tagja volt Budapest főváros törvényhatósági bizottságának is, emellett 1881-től az Országos Magyar Vadászati Védegylet igazgatóságában is tevékenykedett.
Aktív vezetőként volt ismert, több rendőri akciót, így például az 1871-es párizsi kommün mellett kiálló munkástüntetés elleni rendőri fellépést is személyesen ő vezette. Ugyanakkor több ízben indítottak ellene fegyelmi eljárást, nemegyszer ideiglenesen felfüggesztették a városi tanáccsal és a (fő)polgármesterrel szembeni engedetlenség, a városi szabályrendeletek megszegése miatt.
A fővárosi közvélemény előtt kicsapongásai és gazdasági panamái is hírhedtté tették. Regnálásának időszakát már a kortársak „rossz emlékű tajsz-éra” névvel illették. 1872-ben feleségül vette a még évekkel korábban megszöktetett Reich Fánit, aki akkoriban a mai Vígszínház helyén álló Újvilág (Neue Welt) mulató pénztárosa, nem mellesleg Linzer Antal vagy Tüköry (Spiegel) Sándor felesége volt. Kettejük korábbi alvilági kapcsolatai és a férj rendőri hátterének segítségével prostitúciós maffiát működtettek az újonnan egyesült fővárosban olyan sikerrel, hogy Fánit csak „a főváros madámja” néven emlegették. Thaisz emellett az államrendészeti feladatokat tekintette az általa irányított rendőri testület fő hivatásának.
Erőteljesen fellépett az akkoriban anarchistának nevezett szocialisták állam-, társadalom- és közerkölcs-ellenes zavarkeltő és felforgató tevékenysége ellen. Rendőr-főkapitánysága alatt a főváros általános közbiztonsági helyzete leromlott, s ez végül a budapesti rendőrség államosításához vezetett.
1864-től a genfi Ister, 1869-től a pesti Corvin Mátyás szabadkőműves-páholy tagja volt, majd 1872-ben alapító tagként átlépett a Hungaria páholyba, amelyből 1884-ben kilépett.

## Jegyzetek

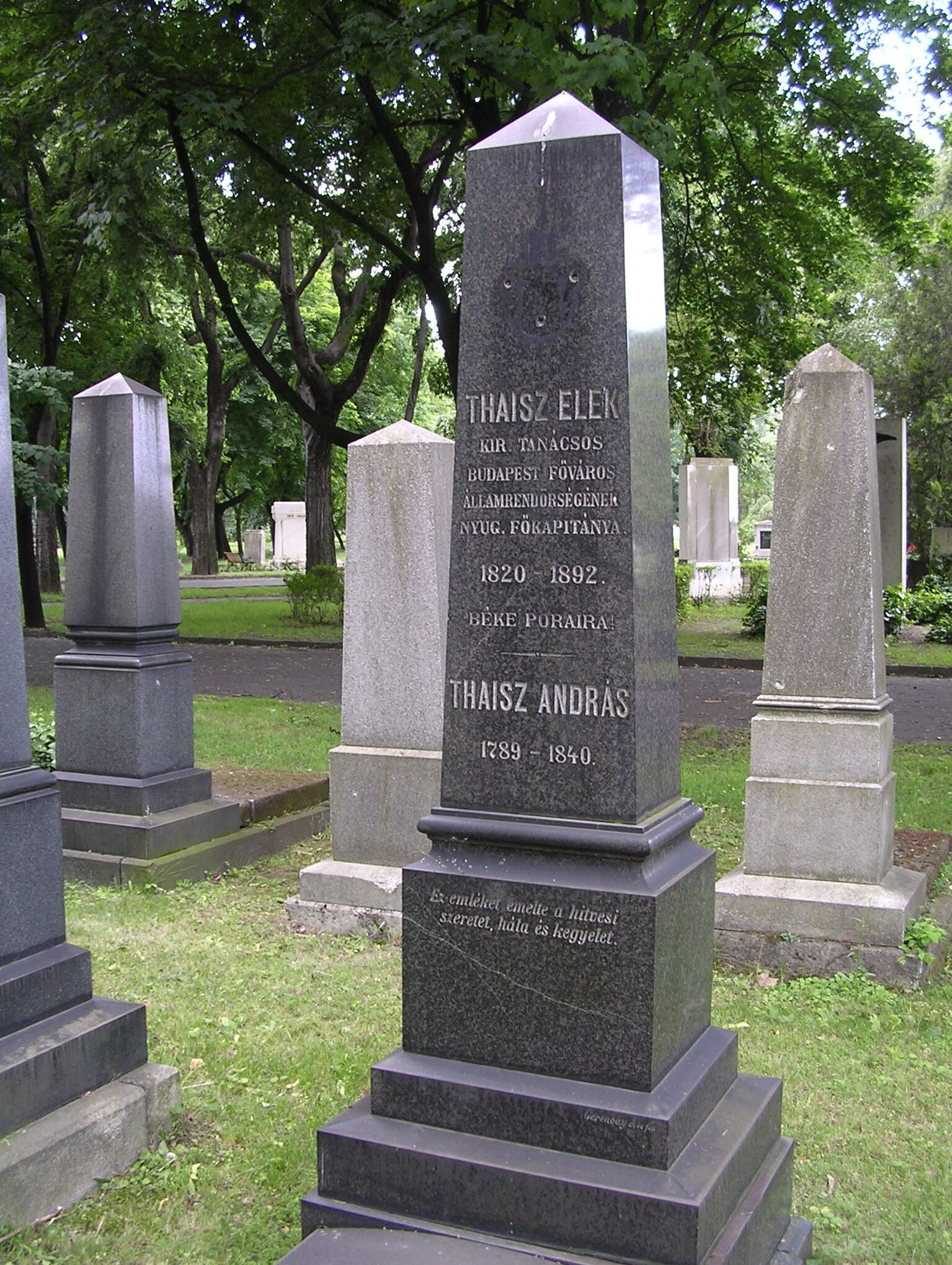
Sírja a Fiumei úti sírkertben (34/1-2-6)